# Îlot d'un moulin à eau
 (février 2024).
Si vous disposez d'ouvrages ou d'articles de référence ou si vous connaissez des sites web de qualité traitant du thème abordé ici, merci de compléter l'article en donnant les références utiles à sa vérifiabilité et en les liant à la section « Notes et références ».
 (février 2024).
L’îlot d'un moulin à eau est la partie de terre prolongeant la chaussée en aval du moulin, qui va jusqu’au point de restitution des eaux. 

## Caractéristiques
Plus ou moins long et immergé selon le type de moulin, la configuration des lieux et le niveau des eaux, il sert à isoler le « canal de fuite » du flux principal de la rivière pour que l’eau de celle-ci, plus haute, ne se déverse pas dans celui-là.
Le choix du terme se justifie par le fait que cette pointe de terre se trouve généralement isolée des autres terres par les eaux de trois lits : celui de la rivière, du « canal de fuite » et du « canal de décharge ».